# Kempefjord
De Kempefjord is een fjord in het Nationaal park Noordoost-Groenland in het oosten van Groenland.

## Geografie
De fjord maakt deel uit van het fjordencomplex van de Koning Oscarfjord. De fjord mondt in het noordoosten uit in de Koning Oscarfjord. Hij is zuidwest-noordoost georiënteerd en heeft een lengte van meer dan 60 kilometer.
Ongeveer 20 kilometer voor de monding in het oosten takt in zuidoostelijke richting de Narhvalsund af die uiteindelijk ook uitkomt op de Koning Oscarfjord. In het westen takt de fjord in drie smallere fjorden af: richting het noordwesten de Dicksonfjord, richting het westen de Röhssfjord en richting het zuidwesten de Rhedinfjord.
In het noorden wordt de fjord begrensd door het Suessland, in het zuidoosten door Ella Ø, in het zuiden door het Lyellland en in het westen door het Gletscherland.